# مات بومان
مات بومان (بالإنجليزية: Matthew Bowman)‏ هو لاعب كرة قاعدة أمريكي، ولد في 31 مايو 1991 في تشيفي تشايس ‏ في الولايات المتحدة.

## وصلات خارجية
- مات بومان على موقع دوري كرة القاعدة الرئيسي (الإنجليزية)
- مات بومان على موقعبيزبول رفرنس.كوم (الدوري الرئيسي) (الإنجليزية)
- مات بومان على موقعبيزبول رفرنس.كوم (الدوري الثانوي) (الإنجليزية)
- مات بومان على موقع إي إس بي إن.كوم (أم.أل.بي) (الإنجليزية)
- مات بومان على موقع مشجعي الرسوم البيانية (الإنجليزية)